# Lumbrineris carpinei
Lumbrineris carpinei är en ringmaskart som beskrevs av Ramos 1976. Lumbrineris carpinei ingår i släktet Lumbrineris och familjen Lumbrineridae. Inga underarter finns listade i Catalogue of Life.